# SharpTone Records
SharpTone Records es una casa discográfica independiente estadounidense fundado el 11 de septiembre de 2013. El sello fue fundado por el director ejecutivo de Nuclear Blast, Markus Staiger, y el exvicepresidente de Sumerian Records, Shawn Keith.
La lista del sello incluye una fusión de bandas de metalcore y rock: Don Broco, Loathe, Miss May I, We Came as Romans, Of Mice & Men, Holding Absence, Story of the Year, August Burns Red, Polaris, Currents, Crystal Lake, Emmure, entre otras.

## Historia
El sello discográfico fue fundado por Markus Staiger, actual director ejecutivo de Nuclear Blast Records, y Shawn Keith, exvicepresidente de Sumerian Records. El sello ha sido descrito como un sello derivado de Nuclear Blast que se centra principalmente en rock y música alternativa, similar a Arising Empire. Arising Empire se centra en bandas de metalcore y punk. En una entrevista, Keith habló sobre el sello: "Desarrollar este sello ha sido muy emocionante para mí. La oportunidad de asociarme y cultivar artistas nuevos y establecidos que trabajan para ampliar su potencial global es emocionante. SharpTone continuará diversificándose y evolucionando como marca. "Para que los fanáticos de la música se identifiquen verdaderamente. No somos simplemente otro sello discográfico. Somos una compañía de música nueva, que permite a los artistas ser tan creativos y apasionados como elijan ser".
El sello discográfico fue insinuado por primera vez el 23 de junio de 2016, cuando varias bandas compartieron una misteriosa imagen teaser que decía "Comienza una nueva era de la música..." en sus redes sociales. Estas bandas incluían a Atila, Don Broco, Loathe, Miss May I y We Came as Romans. Al día siguiente, se confirmó que las bandas mencionadas anteriormente, además de la banda de rock Word War Me, eran miembros del sello musical independiente recién establecido que llegó a conocerse como SharpTone Records.
La lista del sello aumentaría de nueve bandas en 2016 a diecisiete actos a finales de 2017. Lanzaron 12 álbumes de estudio de bandas que incluyen Look at Yourself de Emmure, The Cold Sun de Loathe, You Are We de While She Sleeps y Shadows Inside de Miss May I. En 2018, además de fichar a cuatro nuevas bandas, incluida Bleeding Through, la primera banda del sello que se alejó del sello, Attila, dijo que querían libertad creativa absoluta. Esa fue la razón por la que se lanzaron en solitario sin la ayuda de ningún sello discográfico. En 2018, el sello publicó Technology de Don Broco, Persevere de Sink the Ship y Love Will Kill All de Bleeding Through, entre otros.

## Artistas

### Artistas actuales
- 156/Silence
- Alpha Wolf
- August Burns Red
- Better Lovers
- Bleeding Through
- Boston Manor
- Broadside
- Caskets
- Crystal Lake
- Currents
- Dying Wish
- Emmure
- Foreign Hands
- Holding Absence
- Jamie's Elsewhere
- Kingdom of Giants
- Loathe
- Make Them Suffer
- No Cure
- Ocean Grove
- Polaris
- Pridelands
- Stick to Your Guns
- Story of the Year
- Vukovi
- We Came as Romans

### Artistas anteriores
- Any Given Day
- Attila
- badXchannels
- Being as an Ocean
- Don Broco
- Imminence
- Make Out Monday
- Miss May I
- Novelists
- Of Mice & Men
- Rise of the Northstar
- While She Sleeps